# Tipula pseudoirrorata
Tipula pseudoirrorata är en tvåvingeart som beskrevs av Maurice Emile Marie Goetghebuer 1921. Tipula pseudoirrorata ingår i släktet Tipula och familjen storharkrankar. Arten är reproducerande i Sverige. Inga underarter finns listade i Catalogue of Life.